# Google Developers
Google Developers (tên cũ là Google Code) là một trang web của Google trong đó tập trung các nhà phát triển các dự án phần mềm mã nguồn mở được hỗ trợ bởi Google. Trang có rất nhiều mã nguồn phần mềm và danh sách các dịch vụ có hỗ trợ các API công cộng để phục vụ cho việc phát triển các phần mềm hỗ trợ khác.